# Die Unzertrennlichen (Roman)
Die Unzertrennlichen (franz. Originaltitel: Les inséparables) ist ein autofiktionaler Roman von Simone de Beauvoir, der postum 2020 in Paris erschien und in deutscher Übersetzung vom Rowohlt Verlag im Jahr 2021 veröffentlicht wurde. Beauvoir schrieb das Manuskript 1954. Der Roman handelt von der tiefen Freundschaft zwischen Beauvoir (im Roman Sylvie) und Élisabeth Lacoin (im Roman Andrée Gallards), die mit dem frühen Tod Lacoins endete.

## Handlung
Sylvie und Andrée lernen sich im Alter von neun Jahren in der Schule kennen, die Andrée nach einer langen Pause aufgrund einer starken Verbrennung wieder besucht. Sylvie empfindet Andrée als äußerst selbstbewusst und subversiv, aber nie als frech. Den Lehrkräften missfällt, dass die beiden intelligenten Mädchen sich zusammenschließen. Sylvie schließt Andrée schnell in ihr Herz, was Andrée allerdings nicht bemerkt. Nach Jahren gesteht Sylvie:

„Sie haben es nie erfahren, aber seit dem Tag, an dem ich Sie kennenlernte, waren Sie alles für mich... Ich hatte beschlossen, dass ich, wenn Sie sterben sollten, gleich darauf auch sterben würde.“

Anfangs beneidet Sylvie Andrée, weil sie Andrée für klüger und freier hält. Beim Ferienbesuch auf dem Landsitz der reichen Gallards merkt Sylvie jedoch schnell, dass die streng gläubige, katholische Familie Andrée unter Druck setzt; auch Andrée ist streng gläubig, während Sylvie ihren Glauben an Gott verliert. So macht Andrée sich beispielsweise Vorwürfe, weil sie einen 15-jährigen Freund geküsst hat.
Ähnlich dramatisch verläuft Andrées Liebesbeziehung zu Pascal Blondel (Philosoph Maurice Merleau‑Ponty), einem Freund Sylvies, den sie während des Studiums kennenlernte. Ihre autoritäre Mutter möchte entweder die Verlobung Andrées und Pascals oder einen zweijährigen Auslandsaufenthalt Andrées in Großbritannien. Da Pascal die Verlobung aus Rücksicht auf seinen Vater und aus „Angst vor Versuchung und Sünde“ ablehnt, versinkt Andrée in Verzweiflung. Der Roman endet mit dem Tod Andrées durch Enzephalitis; der Druck auf Andrée hat zur Erkrankung beigetragen.

## Rezensionen
Alexandra Friedrich schreibt beim NDR, dass diese Coming-of-Age-Erzählung autobiografisch relevant sei und „eine ganze feministische und philosophische Ideenwelt“ mitschwinge.
Franzsika Wolffheim schreibt beim Tagesspiegel, der Roman sei „äußerst lebendig und mit viel Herzblut verfasst“ worden. Es werde offensichtlich, wie sehr die Frauen unter dem Katholizismus und dem Konservativismus litten.

## Ausgaben
- Simone de Beauvoir: Les inséparables. Hachette Books Ireland, 2022, ISBN 978-2-253-10654-8.
- Simone de Beauvoir: Die Unzertrennlichen. Deutsch von Amelie Thoma; mit einem Vorwort von Sylvie Le Bon de Beauvoir. Rowohlt, Hamburg 2021, ISBN 978-3-498-00225-1.
  - Hörbuch gelesen von Birgitta Assheuer, Argon Digital, 2021.
- Simone de Beauvoir: Les inséparables.  L’Herne, Paris 2020, ISBN 979-10-319-0274-6.